# Scalmicauda longa
Scalmicauda longa är en fjärilsart som beskrevs av Embrik Strand 1911. Scalmicauda longa ingår i släktet Scalmicauda och familjen tandspinnare. Inga underarter finns listade.